# セバスティアン・イノー
セバスティアン・イノー（Sébastien Hinault、1974年2月11日 - ）は、フランス、サン＝ブリユー出身の自転車競技（ロードレース）選手。
ベルナール・イノーとの縁戚関係はない。

## 経歴
1997年、クレディ・アグリコルと契約を結んでプロ転向。
1999年、ツール・ド・フランス初出場、総合123位。
2008年
- ブエルタ・ア・エスパーニャ初出場、第10ステージ優勝、総合64位
- ツール・デュ・リムザン総合優勝。

2009年、前年度をもってクレディ・アグリコルが解散した為、AG2R・ラ・モンディアルに移籍。
2010年
- パリ〜ルーベ 9位
- ヴァッテンフォール・サイクラシックス 9位

2012年
- ブークル・ド・ロルヌ 優勝
- ツール・ド・ヴァンデ 3位

2013年
- IAMサイクリングに移籍し、翌年度をもって引退。

2015年からはアルケア・サムシックでアシスタント・スポーツディレクターを務めている。